# Język mualang
Język mualang – język austronezyjski, którym posługuje się lud Mualang w indonezyjskiej prowincji Borneo Zachodnie. Ma około 40 tys. użytkowników.
Dzieli się na dwa główne dialekty: mualang ili’, mualang ulu. Jeden z języków ibańskich, jest blisko spokrewniony z językiem iban. W porównaniu do iban nie wykazuje aż tak dużych wpływów języka malajskiego.
Został opisany w postaci opracowania gramatycznego z 1976 r. oraz nowszej gramatyki z 2007 r.  Rozwija się forma pisana na bazie alfabetu łacińskiego.